# Farako (Ségou)
Farako is een gemeente (commune) in de regio Ségou in Mali. De gemeente telt 11.800 inwoners (2009).
De gemeente bestaat uit de volgende plaatsen:
- Bayo
- Diakon
- Djélibougou
- Farako
- Fassouma-Wèrè
- Kalabougou
- Kamalé
- Kobi
- Mazaran
- Mimana
- Sirablé
- Wetta